# Navadni mali zvonček
Navadni mali zvonček, pogosteje samo zvonček (znanstveno ime Galanthus nivalis), je pogosta pomladanska rastlina, ki jo uvrščamo v družino narcisovk. Značilen cvet ima obliko zvončka (od tod tudi ime) in je sestavljen iz treh koničastih zunanjih listov ter treh krajših izrobljenih notranjih listov. Listi so pritlični in črtalasti. Steblo je dolgo od 10 do 25 cm. Rastejo že zgodaj pomladi.

## Razširjenost
V Sloveniji cveti ena sama vrsta malih zvončkov (Galanthus), to je navadni mali zvonček (G. nivalis). V Istri zacveti že okoli novega leta, v ostalih predelih Slovenije pa cveti od februarja do aprila. Raste na nekoliko bolj vlažnih tleh po skoraj celotni Sloveniji.
Razširjen je od Pirenejev na zahodu do zahodne Ukrajine na vzhodu. Na severu naravno raste nekako do geografske širine Pariza, na jugu ostaja le v evropskem delu Turčije. Središče razširjenosti tega rodu so gorski gozdovi in kamniti predeli Anatolije in Kavkaza. Poleg 19. vrst je poznanih preko 500 sort, samo pri vrsti G. nivalis več kot 80. 
Navadni mali zvonček je poleg trobentice (Primula vulgaris) in velikega zvončka (Leucojum vernum) eden najbolj znanih znanilcev pomladi.

## Ekologija
Navadni mali zvonček ne uspeva na gnojenih travnikih ali so tam le posamezni primerki. Najdemo jih ob robovih gozda, v gozdu in na travnikih. Zelo so razširjeni ob bregovih rek in potokov, ne marajo pa stoječih vod. Ni jih tudi ob presihajočih jezerih na Krasu. V notranjosti rastejo na nižjih predelih, na Gorenjskem v alpskih dolinah jih ni. Bolj proti morju pa rastejo tudi do 900 m nadmorske višine.
Mnoge različice navadnega malega zvončka, ki rastejo v Sloveniji so opisane v knjigi Navadni mali zvonček (Galanthus nivalis L.) in njegova raznolikost v Sloveniji J. Bavcona iz leta 2008.
Zvončki se razlikujejo po velikosti in barvi cvetov, po obarvanosti konic zunanjih perigonovih listov, po obliki stebelca in po času cvetenja. Zvončki se poleg s semeni množijo še z delitvijo čebulice – vegetativno. Iz ene čebulice zvončka naslednje leto z delitvijo že lahko nastaneta dve, nato tri, pet, itd.

## Zaščita
Zvončki so v naravi zaščiteni in so na seznamu zavarovanih vrst v Sloveniji z Uredbo o zavarovanih prostoživečih rastlinskih vrstah iz leta 2004, ščiti pa jih tudi CITES (Konvencija o mednarodni trgovini z ogroženimi prosto živečimi živalskimi in rastlinskimi vrstami), ki prepoveduje nabiranje v naravi. Slovenska uredba za navadni mali zvonček prepoveduje nabiranje podzemnih delov in semen rastlin.

## Sorte
Nekatere sorte Navadnega malega zvončka so vpisane tudi v Sortno listo Republike Slovenije, npr. Rusalka (reg. št. sorte: GAN005), Soldanelca (reg. št. sorte: GAN007), Ljubljana (reg. št. sorte: GAN001) in Nova Gorica (reg. št. sorte: GAN002), vse na podlagi Odločb Ministrstva RS za kmetijstvo, gozdarstvo in prehrano.

## Galerija
- Različica Navadnega malega zvončka na Grmadi